# 1955 en Grèce
Chronologie de la Grèce
- 1951
- 1952
- 1953
- 1954
- 1955
- 1956
- 1957
- 1958
- 1959

Cette page concerne les évènements survenus en 1955 en Grèce  :

## Sortie de film
- La Fausse Livre d'or
- Golfo
- Pain, amour et chansonnette
- Stella, femme libre

## Sport
- Coupe de Grèce de football (1954-1955) (en)
- Coupe de Grèce de football (1955-1956) (en)
- Championnats Panhelléniques (1954-1955) (en)
- Championnats Panhelléniques (1955-1956) (en)

## Création
- Agios Ierotheos F.C. (en), club de football.
- Base aérienne d'Andravída (en)
- Festival d'Athènes-Épidaure
- Institut pour les applications spatiales et la télédétection (en)
- Stade de Kozani (en)

## Dissolution
- Thessaly Railways (en), compagnie ferroviaire.

## Naissance
- Geórgios Alogoskoúfis, professeur d'économie et personnalité politique.
- Yánna Angelopoúlou-Daskaláki, femme d'affaires et personnalité politique.
- Symeón Ballís, personnalité politique.
- Michális Chryssohoïdis, personnalité politique.
- Spyrídon Danéllis, personnalité politique.
- Yerásimos Dendrinós, écrivain.
- Anastásios Dimoschákis, personnalité politique.
- Sotíris Gorítsas, réalisateur, scénariste et producteur.
- Periklís Hoúrsoglou, réalisateur, scénariste et producteur.
- Agáthonas Iakovídis, chanteur.
- Gíkas Khardoúvelis, économiste, banquier et ministre des Finances.
- Dimítrios Kyriazídis, personnalité politique.
- Spýros Livathinós, footballeur.
- Moustafá Moustafá, personnalité politique.
- Mehmet Müezzinoğlu, personnalité politique turque (naissance en Grèce).
- Elefthérios Synadinós, personnalité politique.
- Néna Venetsánou, chanteuse, autrice, compositrice et interprète.
- Geórgios Zaniás, ministre des finances.

## Décès
- 4 octobre : Aléxandros Papágos, maréchal et Premier ministre du royaume de Grèce.

- Argúrios Papadískos (bg), écrivain et poète.
- Naoúm Spanós (el), seigneur de guerre grec macédonien.